# Skvyra
Skvyra (en ukrainien : Сквира) est une ville de l'oblast de Kiev, en Ukraine, et le centre administratif du raïon de Skvyra. Sa population s'élevait à 16 715 habitants en 2013.

## Géographie
Skvyra se trouve sur la rivière Skvyrka, à 99 km au sud-ouest de Kiev.

## Histoire
La première mention écrite de Skvyra remonte à 1390, mais les archéologues pensent que la ville est beaucoup plus ancienne. Après l'Union de Lublin, en 1569, Skvyra appartient à la Pologne. En 1591, le roi de Pologne Sigismond II accorde au prince de Kiev la possession sur Skvyra et les terres environnantes ainsi que le droit d'y bâtir un château. En 1615, les habitants bénéficient d'exemptions de taxes et d'obligations pour trente ans et l'année suivante Skvyra obtient des privilèges urbains (droit de Magdebourg) pour favoriser l'essor de l'industrie et du commerce. En 1629, la ville est incorporée à la province de Kiev. La plupart des habitants sont des artisans, des paysans et des Cosaques. En 1648, un groupe de rebelles, conduit par J. Radkevitch, passe à l'action contre le magnat polonais Zamoïski, de concert avec les Cosaques. La ville reçoit un régiment de Cosaques puis un régiment de l'armée commandé par Bogdan Khmelnitski. En 1797, elle compte 2 000 habitants. La principale activité de la population est l'artisanat (cordonnerie notamment) et le commerce. En 1897, la population de Skyvra compte 18 000 habitants, dont 49,5 pour cent de Juifs. Pendant la guerre civile, les Juifs sont la cible de pogroms, qui font des centaines de victimes. En 1926, ils ne sont plus que 4 681, soit un tiers de la population. Pendant la Seconde Guerre mondiale, la ville est occupée par l'Allemagne nazie du 14 juillet 1941 à la fin décembre 1943. Près de mille Juifs qui n'avaient pas fui sont assassinés.

## Population

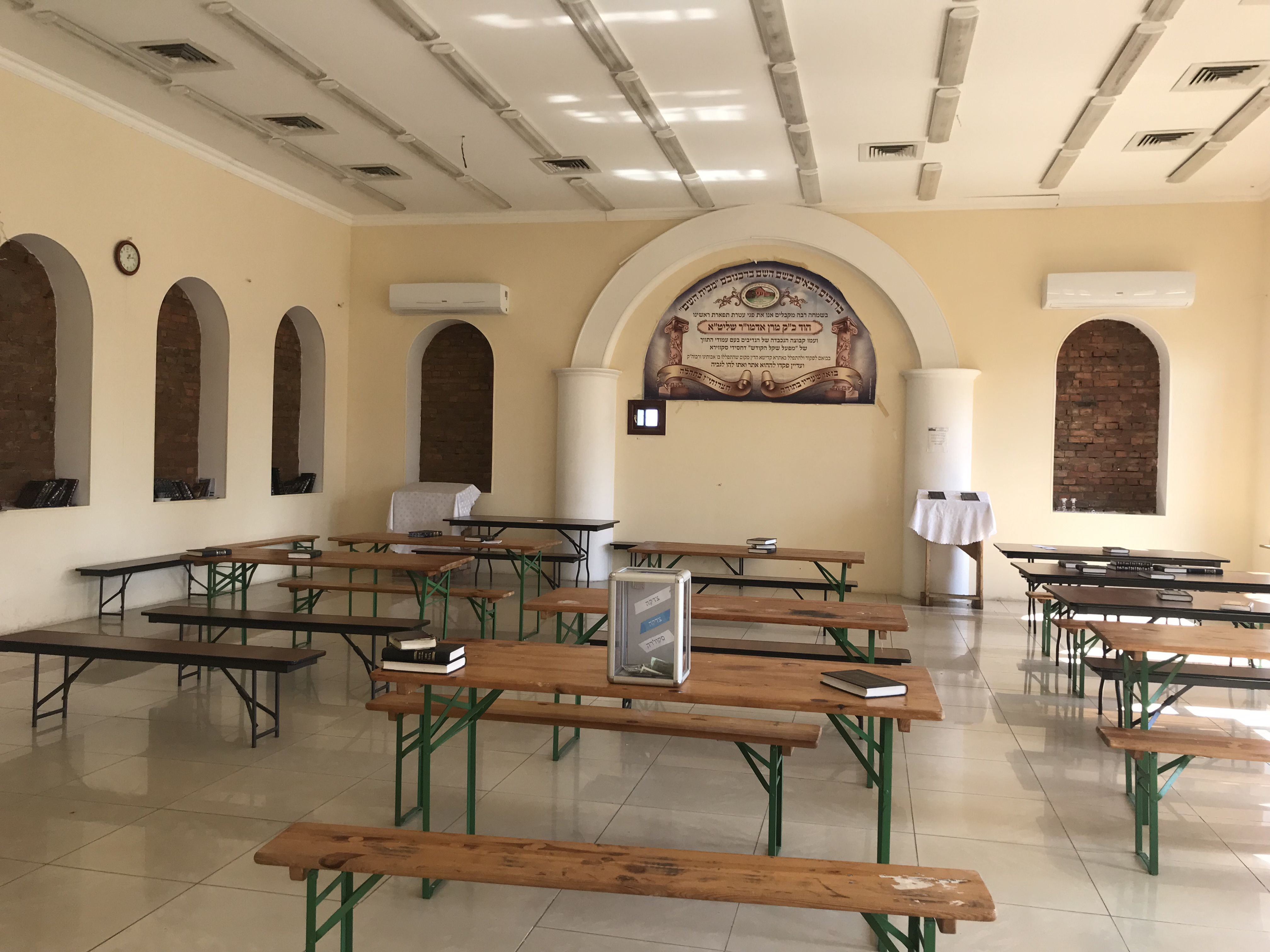
Dans la synagogue Синагога (Сквира) à Skvyra. Septembre 2019.

Recensements (*) ou estimations de la population :
| 1797  | 1897*  | 1923*  | 1926*  | 1939*  |
| ----- | ------ | ------ | ------ | ------ |
| 2 000 | 17 958 | 13 575 | 13 960 | 11 040 |

| 1959*  | 1970*  | 1979*  | 1989*  | 2001*  |
| ------ | ------ | ------ | ------ | ------ |
| 12 781 | 15 972 | 19 252 | 19 273 | 18 126 |

| 2009   | 2010   | 2011   | 2012   | 2013   |
| ------ | ------ | ------ | ------ | ------ |
| 17 145 | 17 054 | 16 979 | 16 800 | 16 715 |

## Transports
Skvyra se trouve à 135 km de Kiev par le chemin de fer, sur la ligne Kiev – Koziatyn, et à 121 km de Kiev par la route.